# العلاقات التركية الموريشيوسية
العلاقات التركية الموريشيوسية هي العلاقات الثنائية التي تجمع بين تركيا وموريشيوس.

## مقارنة بين البلدين
هذه مقارنة عامة ومرجعية للدولتين:
| وجه المقارنة                                              | تركيا         | موريشيوس                 |
| --------------------------------------------------------- | ------------- | ------------------------ |
| المساحة (كم2)                                             | 783.56 ألف    | 2.04 ألف                 |
| عدد السكان (نسمة)                                         | 80.14 مليون   | 1.26 مليون               |
| الكثافة السكانية (ن./كم²)                                 | 102.28        | 617.65                   |
| العاصمة                                                   | أنقرة         | بورت لويس                |
| اللغة الرسمية                                             | اللغة التركية | لغة إنجليزية، لغة فرنسية |
| العملة                                                    | ليرة تركية    | روبي موريشي              |
| الناتج المحلي الإجمالي (بليون دولار)                      | 851.10 مليار  | 13.34 مليار              |
| الناتج المحلي الإجمالي (تعادل القوة الشرائية) بليون دولار | 1.57 تريليون  | 25.36 مليار              |
| الناتج المحلي الإجمالي الاسمي للفرد دولار أمريكي          | 9.12 ألف      | 9.25 ألف                 |
| الناتج المحلي الإجمالي للفرد دولار أمريكي                 | 19.79 ألف     | 18.59 ألف                |
| مؤشر التنمية البشرية                                      | 0.761         | 0.777                    |
| رمز المكالمات الدولي                                      | +90           | +230                     |
| رمز الإنترنت                                              | .tr           | .mu                      |
| المنطقة الزمنية                                           | ت ع م+03:00   | ت ع م+04:00              |

## منظمات دولية مشتركة
يشترك البلدان في عضوية مجموعة من المنظمات الدولية، منها:
| علم المنظمة | اسم المنظمة                               | تاريخ انضمام تركيا | تاريخ انضمام موريشيوس |
| ----------- | ----------------------------------------- | ------------------ | --------------------- |
|             | مؤسسة التنمية الدولية                     | 22 ديسمبر 1960     | 23 سبتمبر 1968        |
|             | يونسكو                                    | 4 نوفمبر 1946      | 25 أكتوبر 1968        |
|             | وكالة ضمان الاستثمار متعدد الأطراف        | 3 يونيو 1988       | 28 ديسمبر 1990        |
|             | الأمم المتحدة                             | 24 أكتوبر 1945     | 24 أبريل 1968         |
|             | الفريق المعني برصد الأرض                  | ?                  | ?                     |
|             | الاتحاد البريدي العالمي                   | ?                  | ?                     |
|             | البنك الدولي للإنشاء والتعمير             | 11 مارس 1947       | 23 سبتمبر 1968        |
|             | المنظمة الهيدروغرافية الدولية             | ?                  | ?                     |
|             | الاتحاد الدولي للاتصالات                  | 1866               | 30 أغسطس 1969         |
|             | منظمة حظر الأسلحة الكيميائية              | ?                  | ?                     |
|             | مؤسسة التمويل الدولية                     | 19 ديسمبر 1956     | 23 سبتمبر 1968        |
|             | المركز الدولي لتسوية المنازعات الاستشارية | 2 أبريل 1989       | 2 يوليو 1969          |
|             | منظمة التجارة العالمية                    | 26 مارس 1995       | ?                     |
|             | منظمة الشرطة الجنائية الدولية             | ?                  | ?                     |
|             | البنك الإفريقي للتنمية                    | ?                  | ?                     |

## وصلات خارجية
- موقع وزارة الخارجية التركية